# Cratere Cisti
Cisti è un cratere sulla superficie di Ganimede.